# Congis-sur-Thérouanne
Congis-sur-Thérouanne est une commune française située dans le département de Seine-et-Marne en région Île-de-France.
Au dernier recensement de 2022, la commune comptait 1 776 habitants.

## Géographie

### Localisation
La commune est située à environ 17,5 kilomètres au nord-ouest  de La Ferté-sous-Jouarre, sur le cours de la Thérouanne.

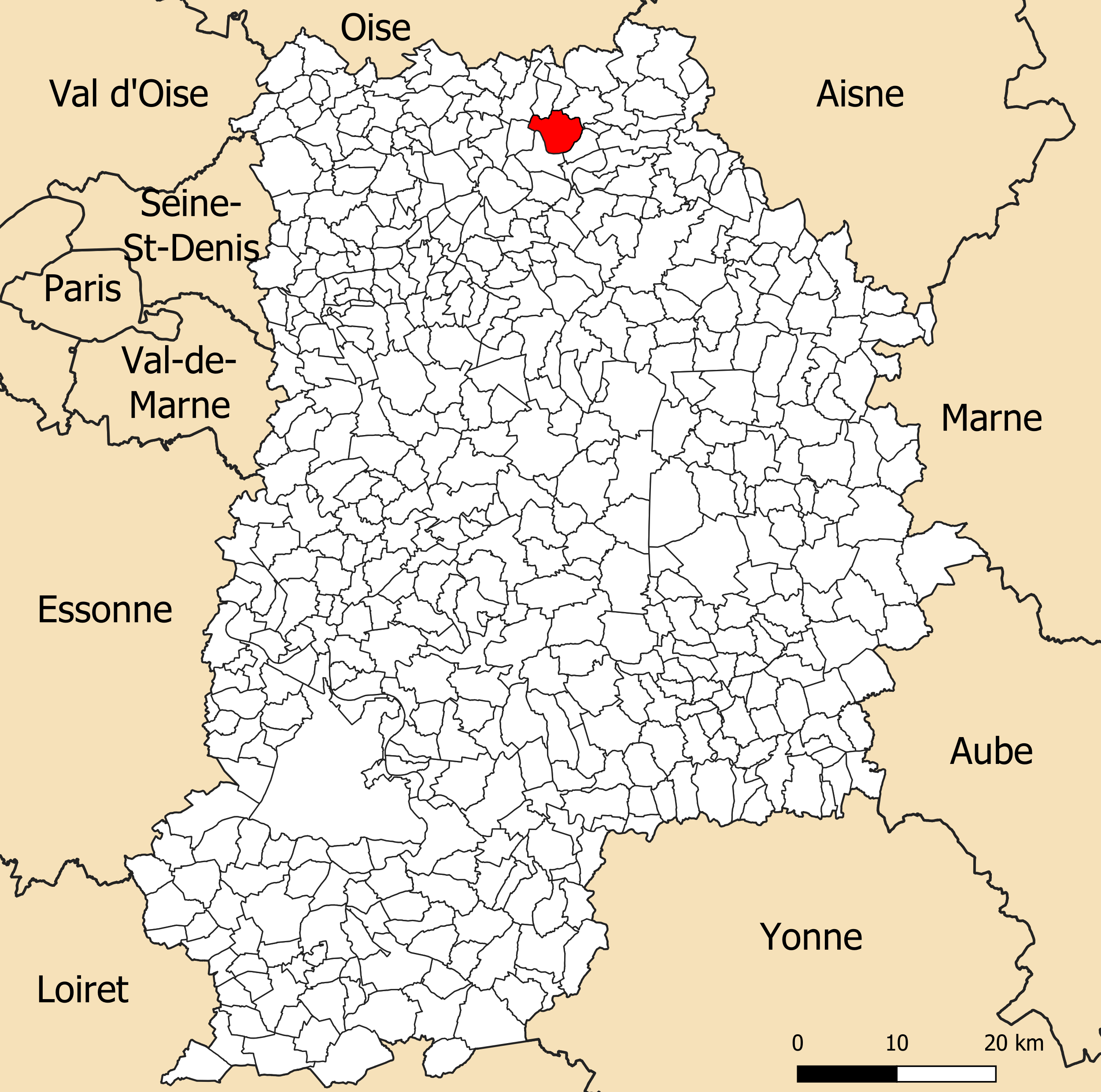
Localisation de la commune de Congis-sur-Thérouanne dans le département de Seine-et-Marne.

### Communes limitrophes

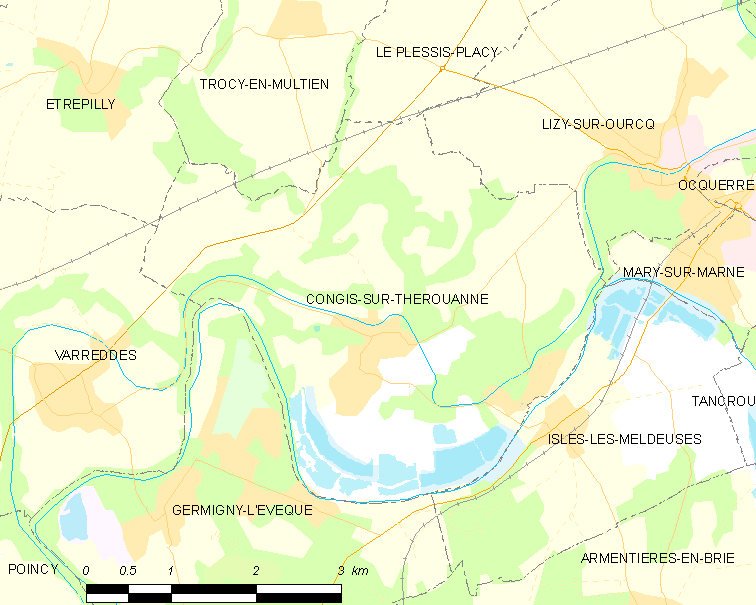
Carte des communes limitrophes de Congis-sur-Thérouanne.

| Trocy-en-Multien    | Le Plessis-Placy      | Lizy-sur-Ourcq      |
| Étrépilly Varreddes | Congis-sur-Thérouanne | Mary-sur-Marne      |
| Germigny-l'Évêque   |                       | Isles-les-Meldeuses |

### Géologie et relief
La commune est classée en zone de sismicité 1, correspondant à une sismicité très faible. L'altitude varie de 42 mètres à 122 mètres pour le point le plus haut , le centre du bourg se situant à environ 51 mètres d'altitude (mairie).

### Hydrographie

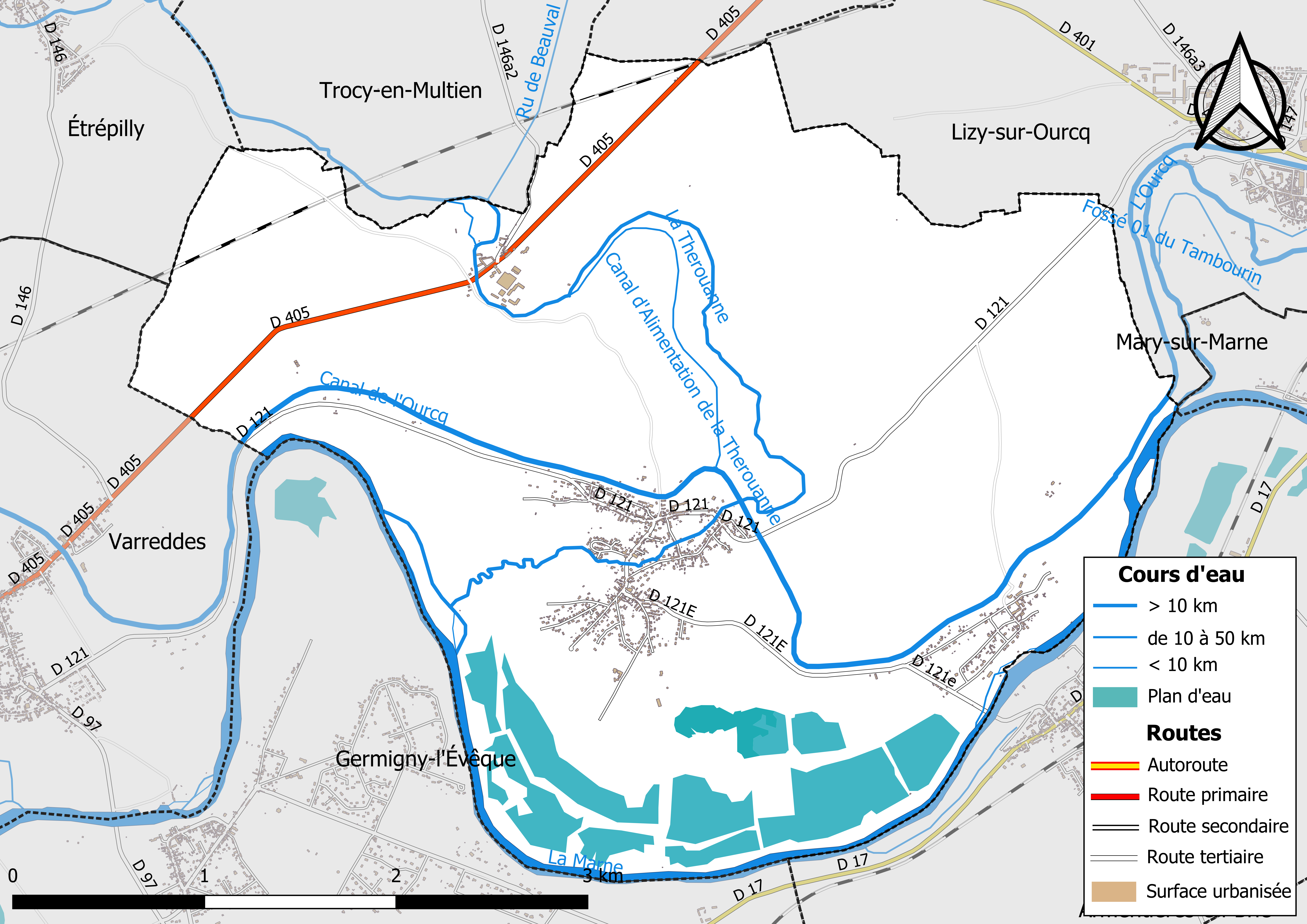
Carte des réseaux hydrographique et routier de Congis-sur-Thérouanne.

Le réseau hydrographique de la commune se compose de onze cours d'eau référencés :
- la rivière la Marne, longue de 514,26 km[3], principal affluent de la Seine, ainsi que :
  - un bras de 0,23 km[4] ;
  - un bras de 0,38 km[5] ;
  - un bras de 0,40 km[6] ;
  - un bras de 0,48 km[7] ;
  - un bras de 1,01 km[8] ;
    - la rivière Thérouanne, longue de 23,31 km[9] conflue avec la Marne ;
      - un bras de 0,37 km[10] ;

  - la rivière l'Ourcq, longue de 86,49 km[11], affluents de la Marne ;
- le Canal de l'Ourcq, long de 96,6 km[12] ;
  - le canal d'Alimentation de la Thérouanne, 2,1 km[13] qui conflue avec le Canal de l'Ourcq.

La longueur totale des cours d'eau sur la commune est de 20,96 km.

### Climat
Pour des articles plus généraux, voir Climat de l'Île-de-France et Climat de Seine-et-Marne.
En 2010, le climat de la commune est de type climat océanique dégradé des plaines du Centre et du Nord, selon une étude du CNRS s'appuyant sur une série de données couvrant la période 1971-2000. En 2020, Météo-France publie une typologie des climats de la France métropolitaine dans laquelle la commune est exposée à un climat océanique altéré et est dans la région climatique Nord-est du bassin Parisien, caractérisée par un ensoleillement médiocre, une pluviométrie moyenne régulièrement répartie au cours de l’année et un hiver froid (3 °C).
Pour la période 1971-2000, la température annuelle moyenne est de 10,9 °C, avec une amplitude thermique annuelle de 15 °C. Le cumul annuel moyen de précipitations est de 718 mm, avec 10,9 jours de précipitations en janvier et 7,6 jours en juillet. Pour la période 1991-2020, la température moyenne annuelle observée sur la station météorologique la plus proche, située sur la commune de Changis-sur-Marne à 6 km à vol d'oiseau, est de 11,9 °C et le cumul annuel moyen de précipitations est de 710,1 mm,. Pour l'avenir, les paramètres climatiques de la commune estimés pour 2050 selon différents scénarios d'émission de gaz à effet de serre sont consultables sur un site dédié publié par Météo-France en novembre 2022.

### Milieux naturels et biodiversité

#### Espaces protégés
La protection réglementaire est le mode d’intervention le plus fort pour préserver des espaces naturels remarquables et leur biodiversité associée,.
Un  espace protégé est présent sur la commune : la réserve naturelle régionale du « Grand-Voyeux », une ancienne sablière s’étendant sur  154 ha dans une boucle de la Marne. Sa richesse est liée à son avifaune particulièrement riche, plus de 220 espèces d’oiseaux y ont été observées au cours des années 2010,.

#### Réseau Natura 2000

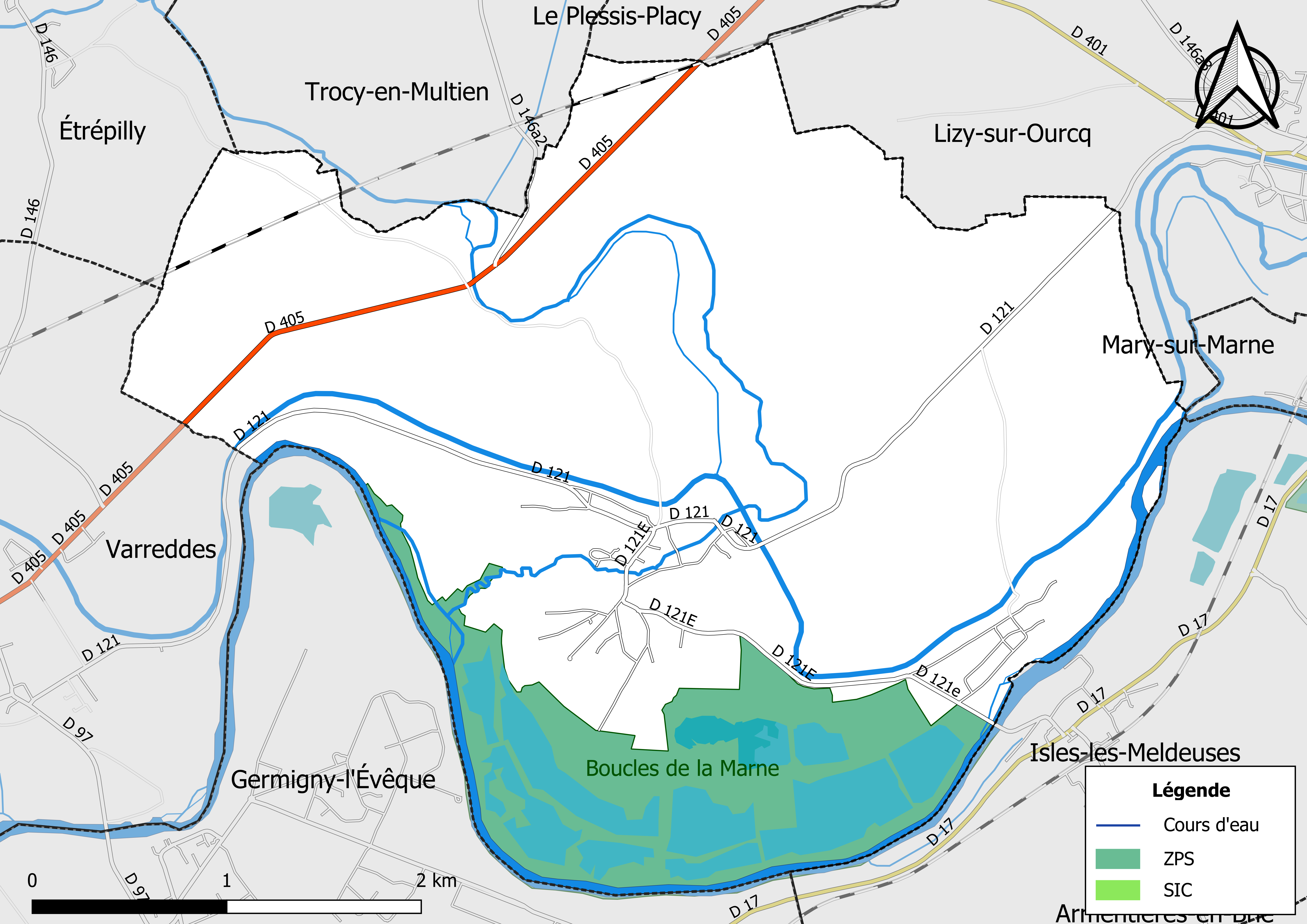
Sites Natura 2000 sur le territoire communal.

Le réseau Natura 2000 est un réseau écologique européen de sites naturels d’intérêt écologique élaboré à partir des Directives « Habitats » et « Oiseaux ». Ce réseau est constitué de Zones spéciales de conservation (ZSC) et de Zones de protection spéciale (ZPS). Dans les zones de ce réseau, les États Membres s'engagent à maintenir dans un état de conservation favorable les types d'habitats et d'espèces concernés, par le biais de mesures réglementaires, administratives ou contractuelles.
Un  site Natura 2000 a été défini sur la commune au titre de la « directive Oiseaux » :  
- les « Boucles de la Marne », d'une superficie de 2 641 ha, un lieu refuge pour une population d’Œdicnèmes criards d’importance régionale qui subsiste malgré la détérioration des milieux[27],[28].

#### Zones naturelles d'intérêt écologique, faunistique et floristique

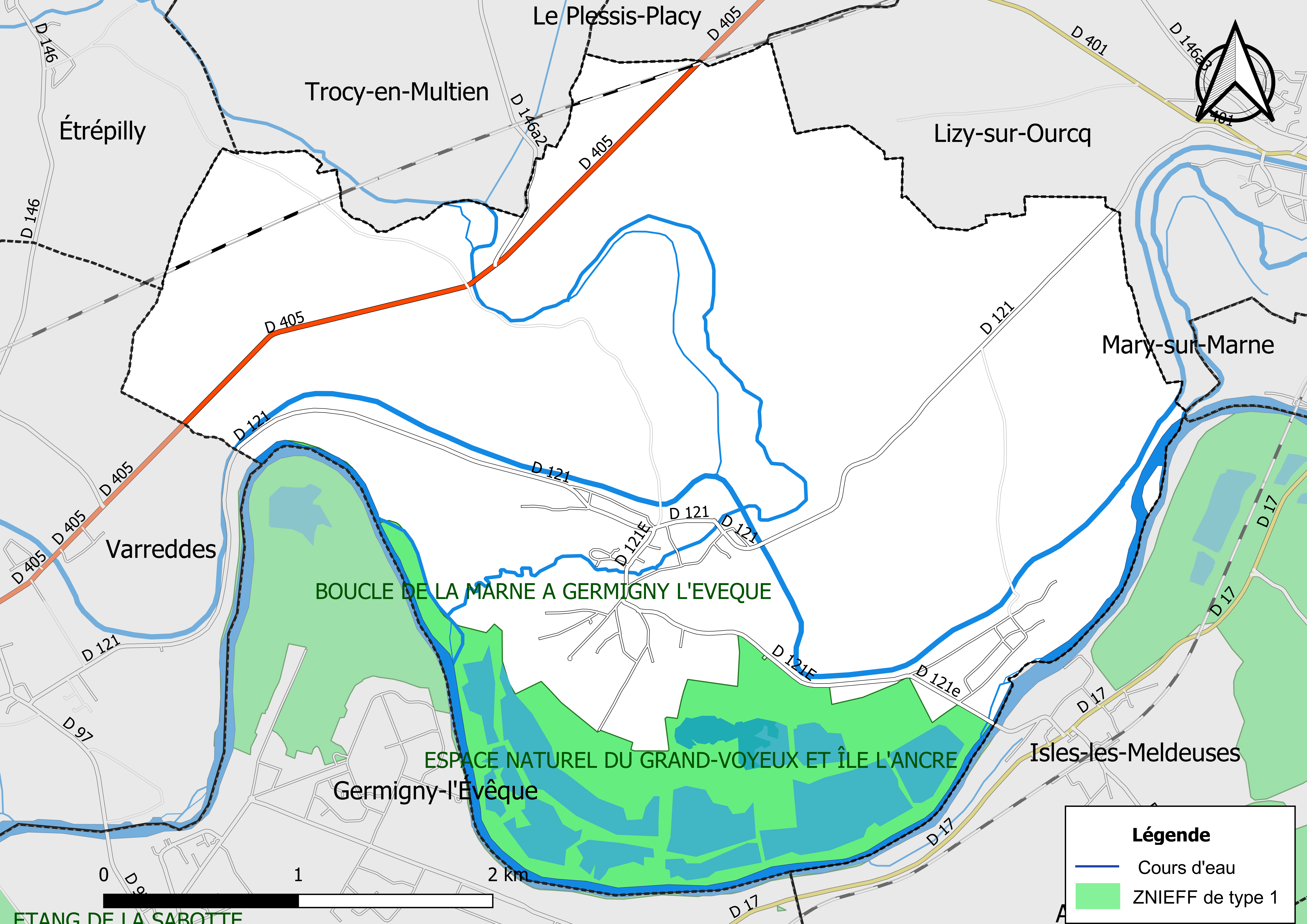
Carte des ZNIEFF de type 1 localisées sur la commune.

L’inventaire des zones naturelles d'intérêt écologique, faunistique et floristique (ZNIEFF) a pour objectif de réaliser une couverture des zones les plus intéressantes sur le plan écologique, essentiellement dans la perspective d’améliorer la connaissance du patrimoine naturel national et de fournir aux différents décideurs un outil d’aide à la prise en compte de l’environnement dans l’aménagement du territoire.
Le territoire communal de Congis-sur-Thérouanne comprend deux ZNIEFF de type 1,, 
la « Boucle de la Marne à Germigny l'Éveque » (125,4 ha), couvrant 3 communes du département ;
et l'« Espace naturel du Grand-Voyeux et Île l'Ancre » (265,47 ha).

## Urbanisme

### Typologie
Au 1er janvier 2024, Congis-sur-Thérouanne est catégorisée bourg rural, selon la nouvelle grille communale de densité à sept niveaux définie par l'Insee en 2022.
Elle est située hors unité urbaine. Par ailleurs la commune fait partie de l'aire d'attraction de Paris, dont elle est une commune de la couronne,. Cette aire regroupe 1 929 communes,.

### Lieux-dits et écarts
La commune compte 143 lieux-dits administratifs répertoriés consultables ici (source : le fichier Fantoir).

### Occupation des sols
L'occupation des sols de la commune, telle qu'elle ressort de la base de données européenne d’occupation biophysique des sols Corine Land Cover (CLC), est marquée par l'importance des territoires agricoles (50,6 % en 2018), en diminution par rapport à 1990 (56,7 %). La répartition détaillée en 2018 est la suivante : 
terres arables (45,5 %), forêts (29,1 %), eaux continentales (13,6 %), zones urbanisées (6,6 %), zones agricoles hétérogènes (5,1 %).
Parallèlement, L'Institut Paris Région, agence d'urbanisme de la région Île-de-France, a mis en place un inventaire numérique de l'occupation du sol de l'Île-de-France, dénommé le MOS (Mode d'occupation du sol), actualisé régulièrement depuis sa première édition en 1982. Réalisé à partir de photos aériennes, le Mos distingue les espaces naturels, agricoles et forestiers mais aussi les espaces urbains (habitat, infrastructures, équipements, activités économiques, etc.) selon une classification pouvant aller jusqu'à 81 postes, différente de celle de Corine Land Cover,,. L'Institut met également à disposition des outils permettant de visualiser par photo aérienne l'évolution de l'occupation des sols de la commune entre 1949 et 2018.

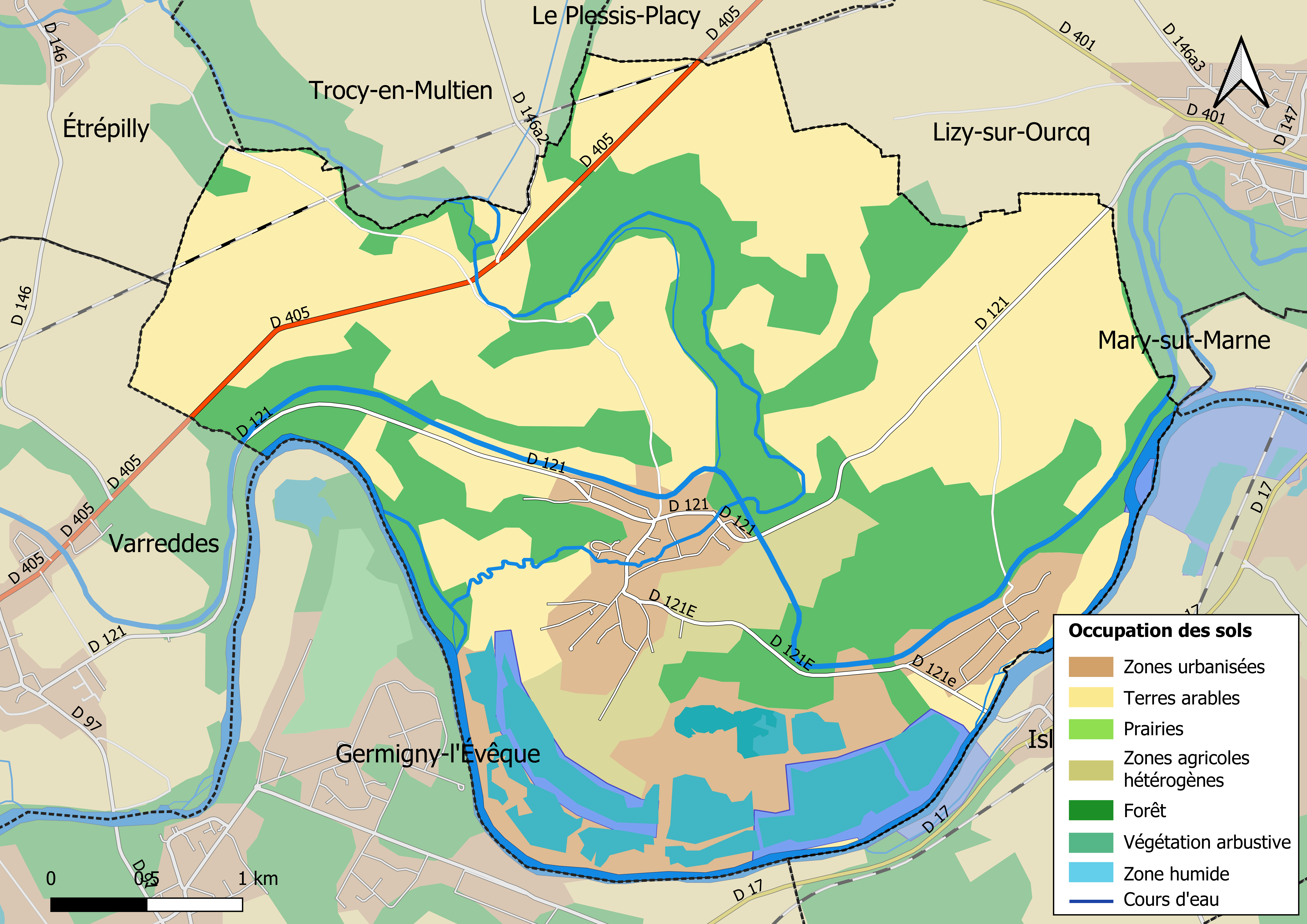
Carte des infrastructures et de l'occupation des sols en 2018 (CLC) de la commune.
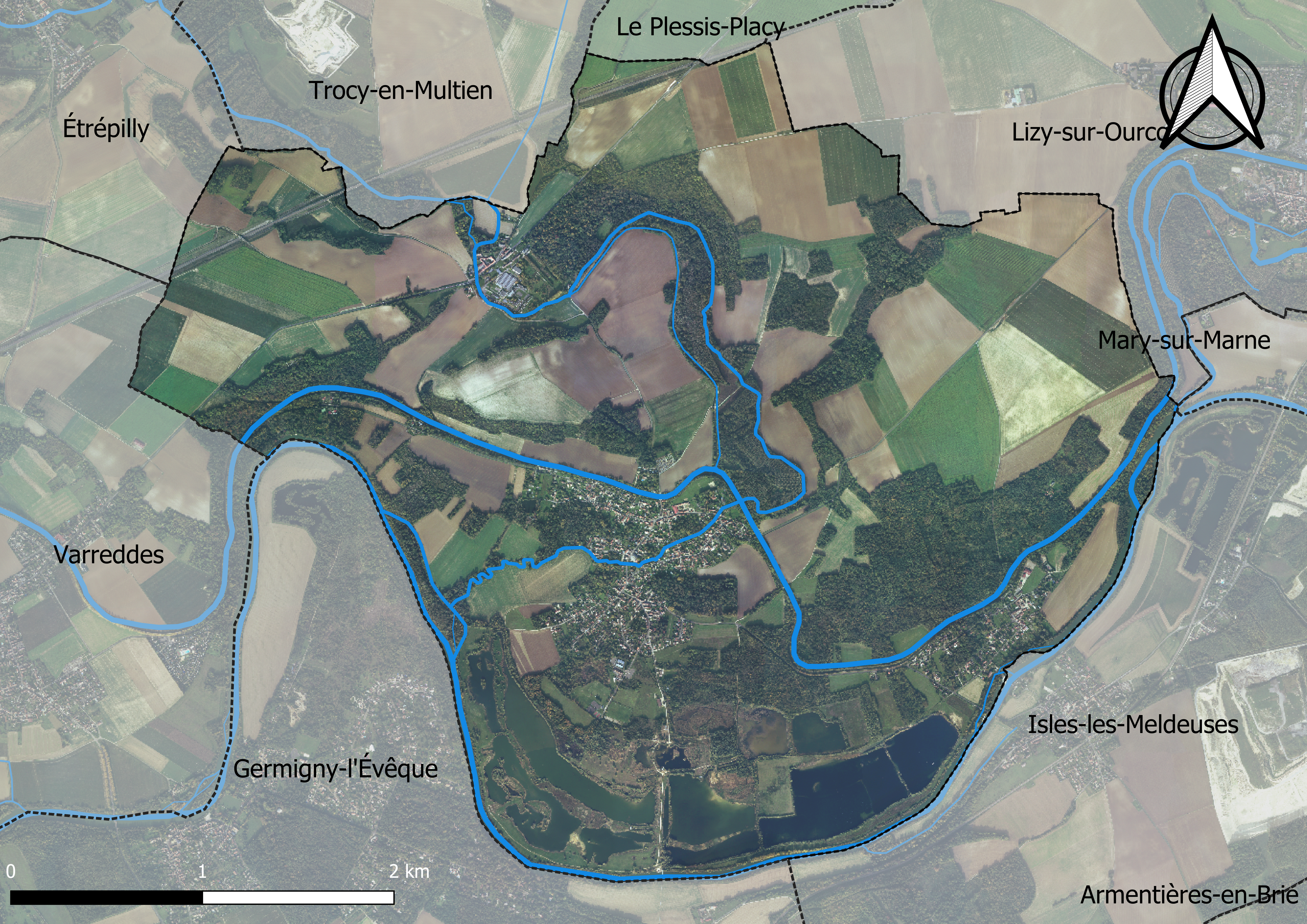
Carte orhophotogrammétrique de la commune.

### Planification
La loi SRU du 13 décembre 2000 a incité les communes à se regrouper au sein d’un établissement public, pour déterminer les partis d’aménagement de l’espace au sein d’un SCoT, un document d’orientation stratégique des politiques publiques à une grande échelle et à un horizon de 20 ans et s'imposant aux documents d'urbanisme locaux, les PLU (Plan local d'urbanisme). La commune est dans le territoire du SCOT Marne Ourcq, approuvé le 6 avril 2017 et porté par le syndicat Mixte Marne-Ourcq regroupant 41 communes du Pays de l'Ourcq et du Pays Fertois.
La commune, en 2019, avait engagé l'élaboration d'un plan local d'urbanisme.

### Logement
En 2017, le nombre total de logements dans la commune était de 682 dont 94,1% de maisons (maisons de ville, corps de ferme, pavillons, etc.) et 5,2 % d'appartements.
Parmi ces logements, 90,4 % étaient des résidences principales, 3,7 % des résidences secondaires et 5,9 % des logements vacants.
La part des ménages fiscaux propriétaires de leur résidence principale s'élevait à 83,7 % contre 13,1 % de locataires dont, 1,3 % de logements HLM loués vides (logements sociaux) et, 3,3 % logés gratuitement.

### Voies de communication et transports

#### Transports
La commune est desservie par des lignes du réseau de bus Meaux et Ourcq : 
- No 10 (Meaux – Varreddes) ;
- No 11 (Meaux– Congis-sur-Thérouanne)

Elle est desservie également par la gare de Isles - Armentières - Congis de la ligne Paris - La Ferté-Milon (Ligne P du Transilien).

## Toponymie
Le nom de la localité est mentionné sous les formes Altare de Congiaco en 1135, ; Cungi en 1179 ; Congyacum en 1219 ; Cungiacum en 1252 ; Congy en 1276 ; Congeacum en 1332 ; Congy lez Meaulx en 1462.
La Thérouanne est une petite rivière qui conflue avec la Marne sur le territoire de la localité. Le nom de la rivière est issu du gaulois *tarwana ou d'un type tarv-enna, de tarvos « taureau » (autrement écrit taruos), avec le suffixe gaulois -enna.

## Histoire

### Époque gallo-romaine
Congis-sur-Thérouanne est d'origine gallo-romaine[réf. nécessaire].

### Moyen Âge
Le village est mentionné pour la première fois dans un acte de 1135, par lequel Manassès Ier, évêque de Meaux, donne au chapitre de sa cathédrale l’église Saint-Rémi. En 1200, Anseau, évêque de Meaux, offre l’église paroissiale Saint-Rémi de Congis aux religieux de Chambre-Fontaine. Le village, situé dans les états du comte de Brie et de Champagne, a l’avantage de rester sous sa suzeraineté immédiate. À cette époque, les habitants jouissent momentanément de plusieurs privilèges considérables comme la pêche dans la Thérouanne, le droit de franc-aleu, c’est-à-dire d’exemption des droits féodaux, et divers autres immunités, grâce à une charte du comte de Champagne.

### Villers-lès-Rigault
La seigneurie de Villers-lès-Rigault est donnée, au début du XIVe siècle, par Jeanne, reine de France et femme de Charles IV, à l’église de Neuilly-Saint-Front, dépendante de l’abbaye d'Essômes. Le hameau de Villers-lès-Rigault, réuni au village en 1807, est la patrie de Jehan de Brie, surnommé le bon berger pour avoir composé, à la fin du XIVe siècle sur ordre de Charles VI, le Traité de l’État, science et pratique de l’art de la bergerie et de garder ouilles et bêtes à laine.

### Gué-à-Tresmes
Le Gué-à-Tresmes, hameau autrefois traversé par la voie romaine de Paris à Reims, est situé sur la rive gauche de la Thérouanne. Son château est appelé Gué-Thérouanne ou Trouanne, Gué-Mory, et enfin Gué-à-Tresmes, du nom du duc de Tresmes, qui en était le seigneur.
En 1773, une chapelle dédiée à sainte Geneviève, actuellement disparue, est construite afin que le comte de Mory puisse y faire célébrer la messe tous les jours de l’année.
Du 28 février 1814 au 1er mars 1814, pendant la campagne de France, à lieu la bataille du Gué-à-Tresmes (en) qui oppose les troupes françaises de Auguste de Marmont et d'Édouard Mortier aux armées russes et prussiennes de Peter Mikhailovich Kaptzevich (en) et de  Friedrich von Kleist.
En 1830, la commune comprend plusieurs moulins, dont cinq au Gué-à-Tresmes, au bord de la Thérouanne. L’un d'eux est plus tard transformé en caoutchouterie.
En 1876, la subdivision des pompiers de la commune est réorganisée. Équipée d’une pompe à bras, elle regroupe pour la plupart des artisans et des ouvriers du bâtiment. Quelques exploitations agricoles, qui pratiquent également l’élevage de moutons et de bovins, sont réparties dans le village et les hameaux.

### Époque contemporaine
Le 28 février 1814 eut lieu la bataille de Gué-à-Tresmes (en) entre les troupes napoléoniennes du général Joseph Christiani, victorieuses, et les troupes prussiennes du maréchal Blücher menées par Friedrich Kleist von Nollendorf, feld-maréchal prussien.
En août 1944, pendant les combats de la libération de Paris, un groupe de supplétifs du NSKK, unité de transport de l'armée allemande, emmena comme otages 13 résistants de Choisy-le-Roi capturés au sud de Paris ; arrivés au bois de Congis et n'ayant plus besoin d'eux pour se protéger, les hommes du NSKK les fusillèrent. Les fusillés furent enterrés le 6 septembre 1944 au cimetière de Choisy-le-Roi où une stèle rappelle leur mémoire.

## Politique et administration

### Liste des maires
| Période                                  | Période   | Identité                     | Étiquette | Qualité                                              |
| ---------------------------------------- | --------- | ---------------------------- | --------- | ---------------------------------------------------- |
| Les données manquantes sont à compléter. |           |                              |           |                                                      |
| 1945                                     | 1948      | Maxime Prévost               |           |                                                      |
| 1948                                     | mai 1953  | Louis Gozard                 |           |                                                      |
| mai 1953                                 | mars 1965 | Fernand Coutelet             |           |                                                      |
| mars 1965                                | mars 1977 | Marcel Pinault               |           |                                                      |
| mars 1977                                | mars 1983 | Robert Vavasseur-Desperriers |           |                                                      |
| mars 1983                                | juin 1995 | Guy Piercourt                |           |                                                      |
| juin 1995                                | mai 2020  | Francis Élu                  | PS        | Retraité conseiller général (1982-1983 et 2004-2011) |
| mai 2020                                 | En cours  | Philippe Mimmas              |           | Retraité cadre bancaire                              |

### Tendances politiques et résultats
| Scrutin             | Scrutin             | 1er tour | 1er tour | 1er tour | 1er tour | 1er tour  | 1er tour | 1er tour | 1er tour | 1er tour | 1er tour | 1er tour | 1er tour | 2d tour | 2d tour | 2d tour | 2d tour | 2d tour | 2d tour |
| Scrutin             | Scrutin             | 1er      | 1er      | %        | 2e       | 2e        | %        | 3e       | 3e       | %        | 4e       | 4e       | %        | 1er     | 1er     | %       | 2e      | 2e      | %       |
| ------------------- | ------------------- | -------- | -------- | -------- | -------- | --------- | -------- | -------- | -------- | -------- | -------- | -------- | -------- | ------- | ------- | ------- | ------- | ------- | ------- |
| Présidentielle 2017 | Présidentielle 2017 |          | FN       | 33,62    |          | LFI       | 18,09    |          | EM       | 18,09    |          | LR       | 16,27    |         | FN      | 52,38   |         | EM      | 47,62   |
| Présidentielle 2022 | Présidentielle 2022 |          | RN       | 36,87    |          | LREM      | 20,97    |          | LFI      | 17,99    |          | REC      | 7,17     |         | RN      | 59,39   |         | LREM    | 40,61   |
| Législatives 2022   | 6e                  |          | RN       | 29,03    |          | LFI-Nupes | 20,41    |          | LR       | 17,79    |          | Agir-Ens | 17,23    |         | RN      | 59,45   |         | LFI     | 40,55   |
| Législatives 2024   | 6e                  |          | RN       | 52,30    |          | LR        | 27,10    |          | LFI-NFP  | 18,83    |          | LO       | 1,76     |         | RN      | 67,23   |         | LFI     | 32,77   |

## Équipements et services

### Eau et assainissement
L’organisation de la distribution de l’eau potable, de la collecte et du traitement des eaux usées et pluviales relève des communes. La loi NOTRe de 2015 a accru le rôle des EPCI à fiscalité propre en leur transférant cette compétence. Ce transfert devait en principe être effectif au 1er janvier 2020, mais la loi Ferrand-Fesneau du 3 août 2018 a introduit la possibilité d’un report de ce transfert au 1er janvier 2026,.

#### Assainissement des eaux usées
En 2020, la gestion du service d'assainissement collectif de la commune de Congis-sur-Thérouanne est assurée par la communauté de communes du Pays de l'Ourcq (CCPO) pour la collecte, le transport et la dépollution. Ce service est géré en délégation par une entreprise privée, dont le contrat arrive à échéance le 29 février 2024,,.
L’assainissement non collectif (ANC) désigne les installations individuelles de traitement des eaux domestiques qui ne sont pas desservies par un réseau public de collecte des eaux usées et qui doivent en conséquence traiter elles-mêmes leurs eaux usées avant de les rejeter dans le milieu naturel. La communauté de communes du Pays de l'Ourcq (CCPO) assure pour le compte de la commune le service public d'assainissement non collectif (SPANC), qui a pour mission de vérifier la bonne exécution des travaux de réalisation et de réhabilitation, ainsi que le bon fonctionnement et l’entretien des installations,.

#### Eau potable
En 2020, l'alimentation en eau potable est assurée par la communauté de communes du Pays de l'Ourcq (CCPO) qui en a délégué la gestion à une entreprise privée, dont le contrat expire le 31 décembre 2023,.
Les nappes de Beauce et du Champigny sont classées en zone de répartition des eaux (ZRE), signifiant un déséquilibre entre les besoins en eau et la ressource disponible. Le changement climatique est susceptible d’aggraver ce déséquilibre. Ainsi afin de renforcer la garantie d’une distribution d’une eau de qualité en permanence sur le territoire du département, le troisième Plan départemental de l’eau signé, le 3 octobre 2017, contient un plan d’actions afin d’assurer avec priorisation la sécurisation de l’alimentation en eau potable des Seine-et-Marnais. À cette fin a été préparé et publié en décembre 2020 un schéma départemental d’alimentation en eau potable de secours dans lequel huit secteurs prioritaires sont définis. La commune fait partie du secteur CCPO.

## Population et société

### Démographie
Les habitants sont appelés les Congissois, ils étaient, naguère, surnommés les guernouilleux.
L'évolution du nombre d'habitants est connue à travers les recensements de la population effectués dans la commune depuis 1793. Pour les communes de moins de 10 000 habitants, une enquête de recensement portant sur toute la population est réalisée tous les cinq ans, les populations de référence des années intermédiaires étant quant à elles estimées par interpolation ou extrapolation. Pour la commune, le premier recensement exhaustif entrant dans le cadre du nouveau dispositif a été réalisé en 2006.

En 2022, la commune comptait 1 776 habitants, en évolution de +0,68 % par rapport à 2016 (Seine-et-Marne : +3,92 %, France hors Mayotte : +2,11 %).
| 1793 | 1800 | 1806 | 1821 | 1831 | 1836 | 1841 | 1846 | 1851 |
| ---- | ---- | ---- | ---- | ---- | ---- | ---- | ---- | ---- |
| 698  | 635  | 768  | 818  | 970  | 945  | 945  | 924  | 990  |

| 1856 | 1861 | 1866 | 1872 | 1876 | 1881 | 1886 | 1891 | 1896 |
| ---- | ---- | ---- | ---- | ---- | ---- | ---- | ---- | ---- |
| 907  | 915  | 912  | 888  | 902  | 824  | 811  | 778  | 735  |

| 1901 | 1906 | 1911 | 1921 | 1926 | 1931 | 1936 | 1946 | 1954 |
| ---- | ---- | ---- | ---- | ---- | ---- | ---- | ---- | ---- |
| 698  | 715  | 640  | 674  | 728  | 735  | 714  | 694  | 805  |

| 1962 | 1968 | 1975 | 1982  | 1990  | 1999  | 2006  | 2011  | 2016  |
| ---- | ---- | ---- | ----- | ----- | ----- | ----- | ----- | ----- |
| 652  | 679  | 787  | 1 026 | 1 277 | 1 516 | 1 755 | 1 765 | 1 764 |

| 2021  | 2022  | - | - | - | - | - | - | - |
| ----- | ----- | - | - | - | - | - | - | - |
| 1 772 | 1 776 | - | - | - | - | - | - | - |

### Enseignement
- Lycée technologique et professionnel du Gué à Tresmes (centre de formation d’apprentis, formation continue pour adultes).

## Économie

### Revenus de la population et fiscalité
En 2017, le nombre de ménages fiscaux de la commune était de 628, représentant 1 687 personnes et la  médiane du revenu disponible par unité de consommation  de 24 690 euros.

### Emploi
En 2017 , le nombre total d’emplois dans la zone était de 322, occupant 781 actifs  résidants.
Le taux d'activité de la population (actifs ayant un emploi) âgée de 15 à 64 ans s'élevait à 66 % contre un taux de chômage de 7,9 %.
Les 26,1 % d’inactifs se répartissent de la façon suivante : 16,4 % d’étudiants et stagiaires non rémunérés, 5,8 % de retraités ou préretraités et 3,9 % pour les autres inactifs.

### Entreprises et commerces
En 2015, le nombre d'établissements actifs était de 103 dont 4 dans l'agriculture-sylviculture-pêche, 7 dans l’industrie, 15 dans la construction, 68 dans le commerce-transports-services divers et 9  étaient relatifs au secteur administratif.
Ces établissements ont pourvu 217 postes salariés.

### Secteurs d'activité

#### Agriculture
Congis-sur-Thérouanne est dans la petite région agricole dénommée les « Vallées de la Marne et du Morin », couvrant les vallées des deux rivières, en limite de la Brie. En 2010, l'orientation technico-économique de l'agriculture sur la commune est diverses cultures (hors céréales et oléoprotéagineux, fleurs et fruits).
Si la productivité agricole de la Seine-et-Marne se situe dans le peloton de tête des départements français, le département enregistre un double phénomène de disparition des terres cultivables (près de 2 000 ha par an dans les années 1980, moins dans les années 2000) et de réduction d'environ 30 % du nombre d'agriculteurs dans les années 2010. Cette tendance n'est pas confirmée au niveau de la commune qui voit le nombre d'exploitations rester constant entre 1988 et 2010. Parallèlement, la taille de ces exploitations augmente, passant de 143 ha en 1988 à 151 ha en 2010.
Le tableau ci-dessous présente les principales caractéristiques des exploitations agricoles de Congis-sur-Thérouanne, observées sur une période de 22 ans : 
|                                      | 1988 | 2000 | 2010 |
| ------------------------------------ | ---- | ---- | ---- |
| Dimension économique,                |      |      |      |
| Nombre d’exploitations (u)           | 5    | 5    | 5    |
| Travail (UTA)                        | 10   | 12   | 8    |
| Surface agricole utilisée (ha)       | 713  | 792  | 755  |
| Cultures                             |      |      |      |
| Terres labourables (ha)              | 713  | 791  | 755  |
| Céréales (ha)                        | 528  | 520  | 442  |
| dont blé tendre (ha)                 | 328  | 397  | 323  |
| dont maïs-grain et maïs-semence (ha) | 180  | 74   | 58   |
| Tournesol (ha)                       | s    |      |      |
| Colza et navette (ha)                | s    | 67   | 113  |
| Élevage                              |      |      |      |
| Cheptel (UGBTA)                      | 1    | 0    | 16   |

## Culture locale et patrimoine

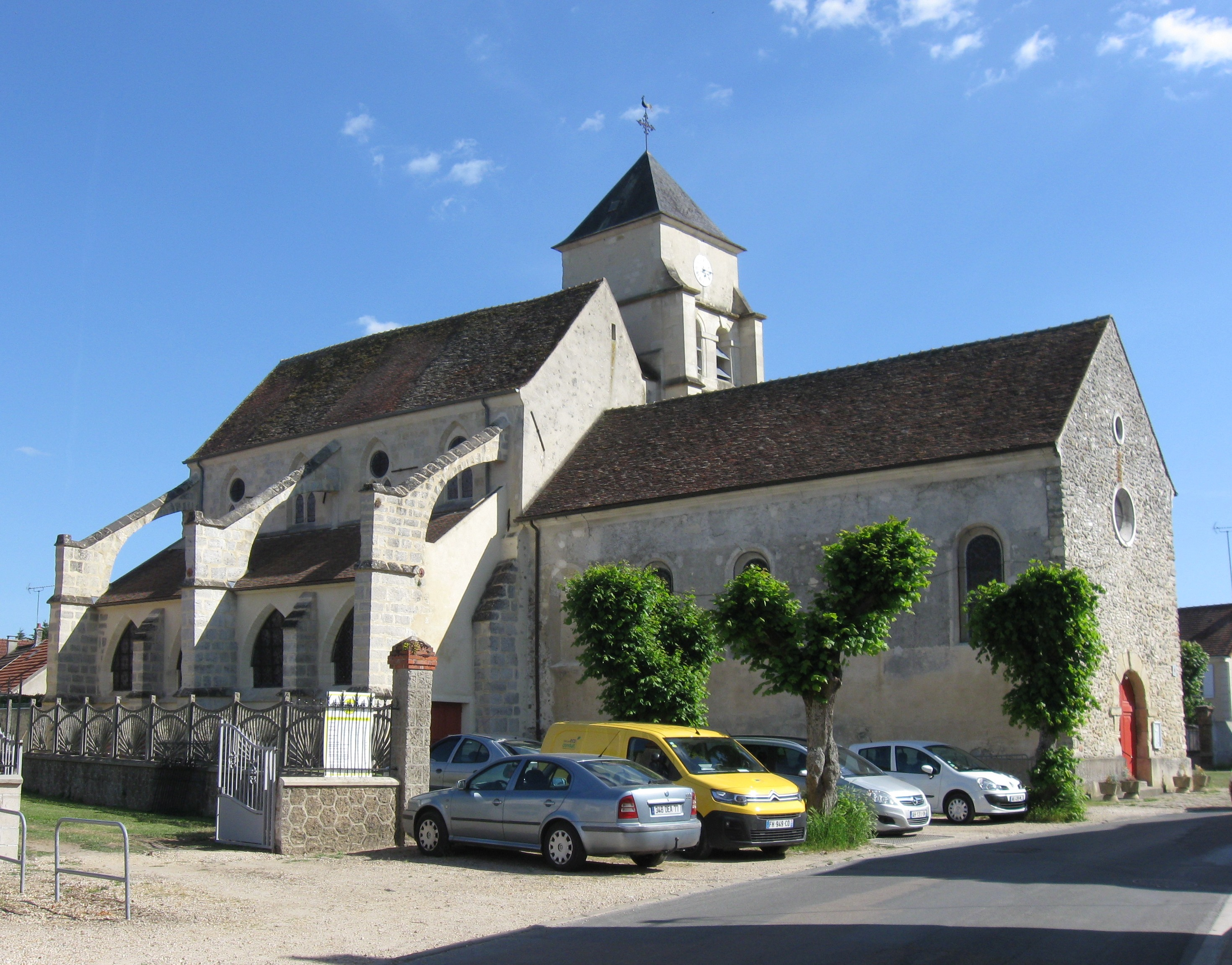
L'église Saint-Rémi.

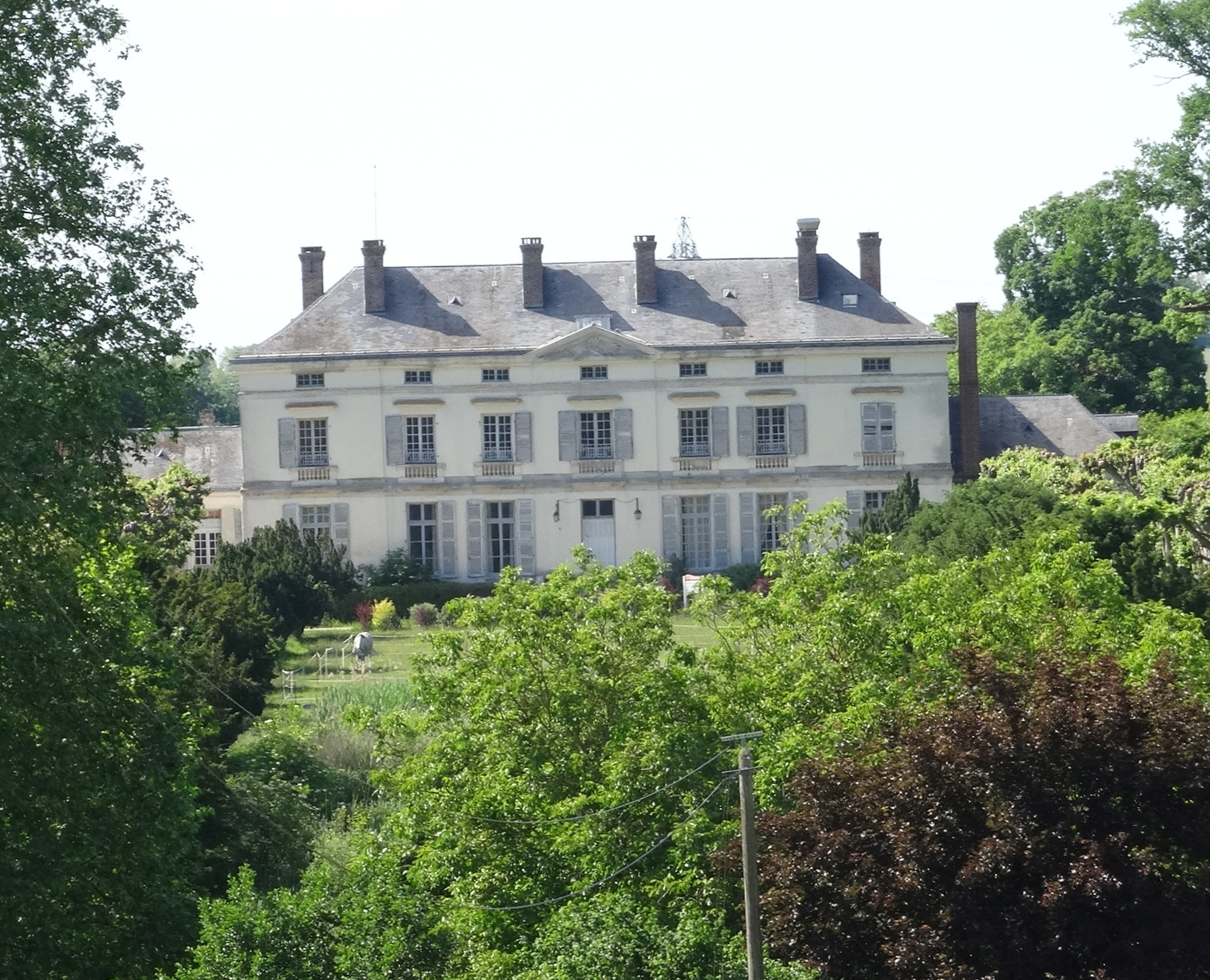
Le château du Gué à Tresmes.

### Lieux et monuments
- Plusieurs bâtiments sont classés monuments historiques[81] :
  - le château du Gué à Tresmes, et son parc[82],[83] ;
  - l'usine élévatoire des eaux de Villers-lès-Rigault[84] ;
  - l'église Saint-Rémi[85], dont certains éléments remontent au XIIIe siècle, et plusieurs éléments mobiliers dont un tableau représentant la fuite en Égypte[86] ;
- La réserve naturelle régionale du Grand-Voyeux, située dans la boucle de la Marne de Congis ;
- L'intersection du 49e parallèle nord et du 3e méridien à l'est de Greenwich se trouve sur le territoire de la commune (voir aussi le Degree Confluence Project) ;
- l'île de la Cornaille (à l'est sur la marne) ;
- L'île Ancre (au sud-ouest sur la marne) ;
- Le canal de l'Ourcq et le canal de la Thérouanne ;
- La Marne.

### Personnalités liées à la commune
- Pierre Baillet, né à Paris vers 1447, mort à Auxerre avant 1513, fils de Jean II Baillet a été seigneur de Villers-lès-Rigault dans les XVe et XVIe siècles. Il repose dans la chapelle Saint-Alexandre, derrière le chœur, en compagnie de son frère, Jean III Baillet, évêque d'Auxerre, qu'il avait aidé à financer la tenture de la Nativité pour la cathédrale d'Auxerre, et où il fut inhumé, avant l'an 1513. L'ancienne commune de Villiers-les-Rigault a été fusionnée à Congis-sur-Thérouanne en 1807.
- Henri Hérouin, (1876-?), archer français, champion olympique y est né.